# Éric Srecki
Éric Srecki (* 2. července 1964 Béthune, Francie) je bývalý francouzský sportovní šermíř, který se specializoval na šerm kordem.
Francii reprezentoval od roku 1985 dlouhých 15 let. V roce 1992 získal zlatou olympijskou medaili mezi jednotlivci. V roce 1995 a 1997 získal tituly mistra světa mezi jednotlivci. Byl oporou favorizovaného francouzského družstva, se kterým vybojoval titul mistra světa v roce 1994 a 1999 a s družstev kordistů získal v roce 1988 zlatou olympijskou medaili.